# Xã Mount Hope, Quận McLean, Illinois
Xã Mount Hope (tiếng Anh: Mount Hope Township) là một xã thuộc quận McLean, tiểu bang Illinois, Hoa Kỳ. Năm 2010, dân số của xã này là 1.103 người.